# Never Be Rude to an Arab
Never Be Rude to an Arab è una canzone/sketch dei Monty Python cantata da Terry Jones.
È stata per la prima volta cantata nel film Monty Python Live at the Hollywood Bowl e venne incisa anche nell'album Monty Python Sings.

## La canzone/sketch
Nella canzone Terry Jones canta che non bisogna essere razzisti e non bisogna avere atteggiamenti xenofobi verso le altre etnie, soprattutto con gli arabi, con gli israeliani, con i sauditi, con gli ebrei o con gli irlandesi.
Successivamente la canzone diventa ironicamente offensiva verso le etnie dicendo di non prendere in giro un "nigger" (termine dispregiativo usato verso le persone di colore), uno "spic" (termine dispregiativo usato verso le persone ispaniche), un "wop" (termine dispregiativo usato verso le persone italiane) o un "kraut" (termine dispregiativo usato verso le persone tedesche). Jones inizia a cantare "E mai mettere....." ma non fa in tempo a dire qualcosa che viene fatto saltare in aria.